# الإبادة الجماعية في بنغلاديش 1971
الإبادة الجماعية في بنغلاديش المعروف أيضًا باسم غونوھوطا مصطلح يرجع لأعمال قام بها الجيش الوطني الباكستاني في بنغلاديش خلال الحرب الهندية الباكستانية الثالثة المسماة حرب تحرير بنغلاديش في عام 1971 م نتج عنها مقتل ما يقارب 3 ملايين شخص ومصادر أخرى ترجح أن عدد القتلى يتراوح من 1 إلى 3 ملايين. وساهمت في تهجير ما يقارب 10 ملايين للأقاليم الغربية البنغالية وكذلك للهند. ساهمت الإبادة الجماعية في بنغلاديش 1971 والتي ارتكبتها باكستان الغربية ضد باكستان الشرقية بسبب مطالبتها بحق تقرير المصير، وكان جزء رئيسي منها ضد السكان الهندوس، إلى نزوح عدد كبير من السكان الهندوس، وشكل الهندوس نحو 60% من اللاجئين البنغال إلى الهند حينها. وأجبر العديد من الهندوس على اعتناق الإسلام. وشملت الإبادة الجماعية في بنغلاديش 1971 والتي ارتكبتها باكستان الغربية حملة منهجية من الإغتصاب الجماعي،  من قبل القوات المسلحة الباكستانية ومن ميليشيات مساندة إسلاموية تنتمي لتنظيم جماعة إسلامي.

## نظرة عامة
عقب تقسيم الهند، كانت دولة باكستان الجديدة تمثل كتلة جغرافية شاذة، بجناحين يفصل بينهما 1600 كيلومتر (1000 ميل) من الأراضي الهندية. ولم يقتصر الانفصال بين الجناحين على الناحية الجغرافية فحسب، بل امتد إلى الناحية الثقافية. كانت سلطات الجناح الغربي (باكستان الحالية) تنظر إلى المسلمين البنغال في الجناح الشرقي (بنغلاديش الحالية) على أنهم «بنغال أكثر من اللازم» وإلى تطبيقهم للإسلام على أنه «متدنٍّ وغير مستقيم»، وجعل ذلك الاعتقاد من البنغال «شركاء عقيدة» غير جديرين بالثقة. وبناءً على ذلك، بدأ سياسيو الجناح الغربي بوضع إستراتيجية تهدف إلى طمس البنغال ثقافيًا باستخدام القوة.
شكّل البنغال الأغلبية السكانية في باكستان، إذ قُدر عددهم بنحو 75 مليون شخص في الجناح الشرقي، مقابل 55 مليون شخص في الجناح الغربي المسيطر الناطق باللغة البنجابية. كانت الأغلبية في الشرق من المسلمين، مع أقليات كبيرة من الهندوس والبوذيين والمسيحيين. اعتبر الجناح الغربي شعب الجناح الشرقي مواطنين من الدرجة الثانية، وكان أمير عبد الله خان نيازي، الذي شغل منصب القائد الأعلى للقوات الباكستانية في الجناح الشرقي عام 1971، يشير إلى المنطقة على أنها «أرض دنيئة بشعب دنيء».
في عام 1948، بعد قيام دولة باكستان ببضعة أشهر، أعلن الحاكم العام محمد علي جناح عن اعتبار الأردية اللغة الوطنية للدولة الجديدة، على الرغم من أن أربعة بالمئة فقط من سكان باكستان كانوا يتحدثون بها آنذاك، ووسم مؤيدي استخدام اللغة البنغالية بالشيوعيين والخونة وأعداء الدولة. بلغ رفض الحكومات المتعاقبة الاعتراف باللغة البنغالية لغةً وطنية ثانية أوجه ليفضي إلى قيام حركة اللغة البنغالية، وساهم في تعزيز مساندة رابطة عوامي المتشكلة حديثًا، التي تأسست في الجناح الشرقي لتكون بديلًا لرابطة المسلمين الحاكمة. تعرض احتجاج نشب عام 1952 في دكا، عاصمة الجناح الشرقي من باكستان، للقمع باستخدام القوة، ما نجم عنه وفاة العديد من المحتجين. اعتبر الوطنيون البنغال أولئك الذين لقوا حتفهم شهداء في سبيل قضيتهم، وقاد العنف إلى نهوض أصوات تدعو إلى الانفصال. بالإضافة إلى ذلك، تسببت الحرب الهندية الباكستانية في عام 1965 بمزيد من المظالم، إذ لم يعيّن الجيش وحدات إضافية للدفاع عن الشرق. وشكّل ذلك مسألة استدعت تخوف البنغال الذين رأوا بلادهم تفتقر إلى الدفاع في حال نشوب هجوم هندي خلال النزاع عام 1965، وتخوفوا أيضًا من أن يكون أيوب خان، حاكم باكستان الدكتاتوري، مستعدًا لخسارة الجناح الشرقي مقابل كسبه لكشمير.
تُعتبر الاستجابة البطيئة لإعصار بولا، الذي ضرب في 12 نوفمبر 1970، عاملًا مساهمًا في نتائج الانتخابات العامة لديسمبر 1970. إذ فازت رابطة عوامي القائمة في جناح باكستان الشرقي، التي ترأسها الشيخ مجيب الرحمن، بأغلبية وطنية في أول انتخابات ديمقراطية شهدتها باكستان منذ قيامها، اكتسحت كامل الجناح الشرقي منها، غير أن القوانين الباكستانية الغربية منعتهم من تشكيل حكومة. أصدر الرئيس يحيى خان، بتشجيع من ذي الفقار علي بوتو، قرارًا بحظر رابطة عوامي وأعلن القانون العرفي. دمر الجيش الباكستاني معبد رامنا كالي ماندير (بالإنجليزية: Ramna Kali Mandir) وقتل 85 هندوسيًا. وفي 22 فبراير 1971، تشير التقارير إلى أن الجنرال يحيى خان قال: «اقتلوا ثلاثة ملايين منهم، وسيأكل البقية من أيدينا شاكرين».
أظهر بعض البنغال تأييدًا للدولة الباكستانية الموحدة، وعارضوا الانفصال عنها. وفقًا للصحفية والأكاديمية الهندية سارميلا بوس، كان أولئك البنغال المؤيدون للدولة الباكستانية يشكلون أقلية معتبرة، تضم الأحزاب الإسلامية. علاوة على ذلك، من المحتمل أن العديد من الذين صوتوا لرابطة عوامي وكانوا يأملون بتحقيق حكم ذاتي محلي لم يرغبوا بالانفصال. وإضافة إلى ما سبق، فقد ظل بعض الضباط والجنود البنغال على ولائهم للجيش الباكستاني، وأُخِذوا أسرى حرب لدى الهند إلى جانب جنود آخرين من الباكستانيين الغربيين. وبذلك، وفقًا لأقوال سارميلا بوس، كان ثمة العديد من البنغال المؤيدين للنظام الذين مارسوا القتل والاضطهاد في حق المقاتلين المناصرين للتحرر. وقد أورد الصحفي سيدني شانبيرغ تقريرًا تحدث فيه عن تشكيل وحدات مدنية مسلحة من قبل الجيش الباكستاني في يونيو 1971، وشكل البنغال أقلية من المجندين فيها لا غير، في حين كان معظمهم من البيهاريين والناطقين بالأردية. ولعبت هذه الوحدات -بسبب إلمامها بالمحيط المحلي- دورًا هامًا في تنفيذ الإبادة الجماعية التي أشرف عليها الجيش الباكستاني. يعتقد الكاتب الأمريكي غاري جاي. باس أن انقسام باكستان كان أمرًا لا مفر منه، إذ يشير إلى يوم 25 مارس 1971 على أنه النقطة التي انتهت عندها فكرة باكستان الموحدة بالنسبة إلى البنغال مع بداية العمليات العسكرية. ووفقًا لأقوال جون إتش. جيل، فبسبب التضارب واسع المدى بين البنغال مؤيدي الدولة الباكستانية والبنغال المناصرين للتحرر خلال الحرب، ما تزال هذه المعارك الداخلية تتظاهر في السياسات المحلية لبنغلاديش الحالية.

## الميليشيات الإسلامية
عارض تنظيم جماعة إسلامي، بالإضافة إلى الجماعات الإسلامية الآخرى الكفاح من أجل الاستقلال البنجلاديشي وانحازوا إلى الدولة الباكستانية والقوات المسلحة وأعتبروها خطوة تمثل الخروج من التضامن الإسلامي. وطبقاً للعالم السياسي بيتر تومسن، فإن المخابرات الباكستانية، بالتعاون مع حزب جماعة إسلامي، شكلت ميليشيات مثل «البدر» و«الشمس» للقيام بعمليات ضد الحركة القومية. واستهدفت هذه المليشيات المدنيين من غير المقاتلين وقامت بارتكاب جرائم الاغتصاب إلى جرائم أخرى. كما وشارك المتعاونون المحليون المعروفون باسم رازاكارز في الفظائع. وأصبح هذا المصطلح منذ ذلك الحين تحقيرًا شبيهًا ومماثلاً للعبارة الغربية «يهوذا».
تعاون أعضاء الرابطة الإسلامية، حزب نظام الإسلام، وجماعة إسلامي وجمعية العلماء باكستان، الذين خسروا الانتخابات، مع الجيش وعملوا كمنظمة استخباراتية لهم. عاون أعضاء اجماعة إسلامي وبعض قادتها مع القوات الباكستانية في عمليات الاغتصاب والقتل المستهدف. إن الفظائع التي ارتكبها ميلشيات «البدر» و«الشمس» حظيت باهتمام عالمي من قبل وكالات الأنباء. وتم الإبلاغ على نطاق واسع عن المذابح والاغتصابات.

## العنف ضد النساء
ارتكب أفراد من القوات المسلحة الباكستانية ومن ميليشيات مساندة إسلاموية تنتمي لتنظيم جماعة إسلامي (بالأردية: جماعتِ اسلامی) عمليات اغتصاب تراوحت ما بين 200,000 و 400,000 من النساء والفتيات البنغلاديشيات في حملةٍ ممنهجةٍ من الاغتصابِ الإبادي إبَّان حرب استقلال بنغلاديش عام 1971. أعلنت فتوى صادرة من باكستان خلال الحرب عن اعتبار مقاتلي حرب التحرير البنغلاديشيين «هندوسًا»، وأن نساءهم يمكن أن يُؤخذن كـ«غنيمة حرب». أعلن أئمة وزعماء دينيون مسلمون علنًا أن النساء البنغاليات كن غنيمة حرب «غولموتير مال»، وبالتالي فقد دعموا علانيةً قيام الجيش الباكستاني باغتصاب النساء البنغاليات.
كما تورط نشطاء وقادة الأحزاب الإسلامية الباكستانية في عمليات اغتصاب النساء واختطافهن. اقترح الباحثون أن الاغتصاب اُستخدِمَ لبث الرعب والإرهاب في صفوف كل من الغالبية المسلمة التي تحدثت البنغالية ومعها الأقلية الهندوسية في بنغلاديش. تسببت عمليات الاغتصاب التي وقعت على الضحايا في وقوع آلاف حالات الحمل واولادة والإجهاض وولادة أطفال الحرب وقتل الأطفال الرُضَع والانتحار ونبذ الضحايا. ويُعترف بما حصل كأحد وقائع جرائم الحرب الكبرى في أي مكان، وانتهت هذه الفظائع بعد إعلان القوات المسلحة الباكستانية عن استسلامها ودعمها لميليشيات رضاکار (রাজাকার). زعمت الهند في بادئ الأمر دعمها لقوات موكتي باهيني (بالبنغالية: মুক্তি বাহিনী، وتعني: 'مقاتلو الحرية') التابعة للجيش البنغلاديشي، فيما بررت الهند تدخلها اللاحق على أسسٍ إنسانية وهو حجة قابلتها الأمم المتحدة بالرفض، إلَّا أن الهند تدخلت فيما بعد بدعوى ضرورة حماية أمنها الخاص، ويعتبر الآن من قبل الكثير من الأطراف على أنه حراك إنسانيّ. تسربت تقارير على الفظائع المرتكبة رغم محاولات الحكومة الباكستانية فرض رقابة على الأخبارِ أثناء النزاع فجذبت تغطية إعلاميةً واهتمامًا دوليًا، وقوبِلت بالغضب والانتقاد الواسعين وولدت تعاطفًا مع قضية تحرير بنغلاديش.
ويرجع السبب في هذا نظرًا للدعم الذي قدمه البيهاريون لعدوتهم باكستان. فلم تقتصر عمليات الاغتصاب على الجانب الباكستاني وحده حيث استطاعت الباحثة والمؤرخة من جامعة ولاية أريزونا ياسمين سايكيا توثيق وقوع عمليات اغتصاب ارتكبها جنود هنود وبنغلاديشيون.
وبعد مرور ما يقرب من أربعين عامًا على أحداث عام 1971، اتهم تقرير يعود لعام 2009 نشرته لجنة تقصي حقائق جرائم الحرب في بنغلاديش 1597 شخصًا بارتكاب جرائم حرب خلال النزاع، كان من هذه الجرائم الاغتصاب. قامت المحكمة الجنائية الدولية لبنغلاديش منذ عام 2010 بإدانة ومحاكمة عدة أشخاص بالسجن المؤبد أو الإعدام بسبب الجرائم التي ارتكبوها أثناء النزاع. وقد ظهرت الكثير من قصص ضحايا الاغتصاب في الأعمال الأدبية والسينمائية والفنية.

## العنف ضد الأقليات
لاحظت البرقيات الحكومية الأمريكية أن الأقليات في بنغلادش، وخاصةً الهندوس، كانت أهدافًا محددة للجيش الباكستاني. وكان هناك قتل واسع النطاق للذكور الهندوس، واغتصاب النساء الهندوسيات. تشمل الحوادث الموثقة التي تم فيها ذبح الهندوس بأعداد كبيرة مجزرة شوكناغار ومذبحة جاثيبانغا ومذبحة شانكاريبارا. كان أكثر من 60% من اللاجئين البنغاليين الذين فروا إلى الهند من الهندوس. وزُعم أن هذا العنف الواسع الانتشار ضد الهندوس كان مدفوعًا بسياسة تطهير شرق باكستان مما كان يُنظر إليه على أنه يحمل مؤثرات هندوسية وهندية. كما تم مهاجمة المعابد البوذية والرهبان البوذيين خلال العام. وذكر المقدم عزيز أحمد خان أنه في مايو 1971 صدر أمر كتابي بقتل الهندوس وأن الجنرال نيازي سيطلب من الجنود عدد الهندوس الذين قتلوا من قبل كل جندي.
بحسب ر. ج روميل أستاذ العلوم السياسية في جامعة هاواي:

مرتكبي الفظائع والإبادة الجماعية كانوا من الشرطة التقليدية ومن جانب ضباط أدنى رتبة ومن الجنود العاديين. كان هؤلاء "الجلادون الراغبون" مدفوعين بالعنصرية الراسخة المناهضة للبنغاليين، وخاصةً ضد الأقلية الهندوسية. "غالباً ما تمت مقارنة البنغاليين مع القرود والدجاج. قال الجنرال نيازي، " كانت أرض واطية من الكذب مكونة من الناس الكاذبين". وكان الهندوس بين البنغاليين مثل اليهود بالنسبة للنازيين: حثالة وحشرات هدامة يجب إبادة ها؛ أما بالنسبة للبنغال المسلمين، فكانوا يعيشون فقط على معاناة الجنود: أي مخالفة، أي شكوك يلقي بهم، أي حاجة للانتقام، يمكن أن تعني موتهم، والجنود أحرار في القتل حسب الرغبة، الصحافي دان كوغين نقل عن قبطان باكستاني قوله له: "يمكننا قتل أي شخص لأي شيء. نحن غير مسؤولون أمام أي أحد". هذا هو غطرسة القوة.

## قتل المثقفين
خلال الحرب نفّذ الجيش الباكستاني والمتعاونون معه من المحليون، وبشكل أساسي أعضاء جماعة الإسلام، تنفيذاً منهجيّاً لعمليّات قتل المثقفين البنغاليين الرائدين. قتل عدد من الأساتذة من جامعة داكا خلال الأيّام القليلة الأولى من الحرب. ومع ذلك، فإن الحالات الأكثر تطرّفاً من قتل المفكّرين وقعت في الأيام القليلة التي سبقت الحرب. تمّ جمع الأساتذة والصحفيين والأطباء والفنانين والمهندسين والكتّاب من قبل الجيش الباكستاني وميليشيا رازاكار في داكا، وتم تعصيب عيونهم ونقلهم إلى مخيّمات التعذيب في ميربور ومحمدبور وناخالبارا وراجارباغ وأماكن أخرى من أجزاء مختلفة من الدولة. تم لاحقاً إعدامهم بشكل جماعي، وعلى الأخص في رايبازار وميربور. يزعم أن الجيش الباكستاني وذراعه شبه العسكريّة وضعوا قائمة بالأطباء والمعلّمين والشعراء والعلماء.
خلال فترة الحرب التي دامت 9 أشهر، قام الجيش الباكستاني بمساعدة المتعاونين المحليين، بإعدام ما يقدّر بنحو 991 معلّماً و13 صحفيّاً و49 طبيباً و42م حامياً و16كاتباً وفنّاناً ومهندساً. حتّى بعد انتهاء الحرب رسميّاً في 16 كانون الأوّل، كانت هناك تقارير عن ارتكاب عمليّات قتل من قبل الجنود الباكستانيين المسلّحين أو من قبل المتعاونين معهم. وفي أحد هذه الحوادث، قتل المخرج البارز جاهر ريحان في 30 كانون الثاني 1972 في ميربور بدعوى من قبل البيهاريين المسلحين. في ذكرى الأشخاص الذين قتلوا، تمّ الاعتراف بيوم 14 كانون الأول في بنغلاديش بأنّه «يوم المثقفين الشهداء».

## اضطهاد البيهاريين
في عام 1947، في وقت تقسيم وتأسيس دولة باكستان، هاجر المسلمون البيهاريون، الذين فرّوا من العنف الذي حدث أثناء التقسيم، من الهند إلى باكستان الشرقيّة المحتلّة حديثاً. هؤلاء الناس الناطقون بالأورديّة كانوا معارضين لحركة اللغة البنغاليّة والحركات القوميّة اللاحقة لأنهم حافظوا على الولاء للحكّام الباكستانيين الغربيين، مما تسبب في مشاعر معادية للبيهاريين بين البنغاليين المحليين. بعد تأجيل الجمعيّة الوطنيّة من قبل يحيى خان في 1 آذار من 1971، بدأ المنشقّون في شرق باكستان باستهداف جماعة البيهاريين العرقيّة التي دعمت غرب باكستان.
في أوائل آذار من عام 1971، تمّ ذبح 300 بيهاري في أعمال شغب من قبل الغوغائيين البنغاليين في شيتاغونغ وحدها. استخدمت حكومة باكستان «مذبحة بيهاري» لتبرير نشرها للجيش في شرق باكستان في 25 آذار، عندما بدأت عمليّة البحث عن الأسلحة. عندما اندلعت الحرب في عام 1971، انحاز البيهاريين إلى الجيش الباكستاني. انضمّ بعضهم إلى مجامع رازكار والشيش وشاركوا في اضطهاد وإبادة المواطنين البنغاليين، ردّاً على الأعمال الوحشية التي ارتكبت ضدهم من قبل البنغاليين ، بما في ذلك عمليات نهب الممتلكات البنغاليّة على نطاق واسع والتحريض على أنشطة إجراميّة أخرى. عندما انتهت الحرب، واجه البيهاريون انتقاماً شديداً، مما أدّى إلى حدوث إبادة جماعيّة وتشريد أكثر من مليون شخص من غير البنغاليين
عدد القتلى من البيهاريين نحو 1000 قتيل، إلا أنّه تتراوح التقديرات الدولية بين 20.000 و200.000. في حزيران 1971 ذكر ممثلو البيهاريين أن 500.000 بيهاري قتل على يد البنغاليين.
بعد الحرب صادرت حكومة بنغلاديش مميزات السكان البيهاريين. هناك العديد من التقارير عن المذابح التي ارتكبها البيهاريون والمتعاونون المزعومون التي وقعت في الفترة التي أعقبت استسلام الجيش الباكستاني في 16 كانون الأوّل من عام 1971.